# Silvtjärn
Silvtjärn este o arie protejată (arie specială de conservare — SAC, sit de importanță comunitară — SCI) din Suedia întinsă pe o suprafață de 23,1 ha, integral pe uscat.

## Localizare
Centrul sitului Silvtjärn este situat la coordonatele 60°03′39″N 15°50′04″E / 60.0608°N 15.8344°E.

## Înființare
Situl Silvtjärn a fost declarat sit de importanță comunitară în ianuarie 1997 pentru a proteja 2 specii de plante. Situl a fost protejat și ca arie specială de conservare în martie 2011.

## Biodiversitate
Situată în ecoregiunea boreală, aria protejată conține 4 habitate naturale: Mlaștini alcaline, Păduri fino-scandinave bogate în ierburi cu Picea abies, Taiga vestică, Păduri caducifoliate de mlaștină fino-scandinave.
La baza desemnării sitului se află mai multe specii protejate de  plante (2): Buxbaumia viridis, Herzogiella turfacea.